# Zeppelin-Lindau Rs.I
Zeppelin-Lindau Rs.I (còn gọi là Dornier Rs.I) là một loại tàu bay hai tầng cánh, ba động cơ cỡ lớn, được thiết kế bởi Claudius Dornier và chế tạo trong giai đoạn năm 1914–1915 ở hồ Constance bên phía nước Đức. Nó đã bị phá hủy trong một cơn bão.

## Tính năng kỹ chiến thuật (Zeppelin-Lindau Rs.I)
Dữ liệu lấy từ The German Giants
Đặc tính tổng quan
- Kíp lái: ít nhất là 7 người
- Chiều dài: 29 m (95 ft 2 in)
- Sải cánh: 43,5 m (142 ft 9 in)
- Chiều cao: 7,2 m (23 ft 7 in)
- Diện tích cánh: 328,8 m2 (3.539 foot vuông)
- Trọng lượng rỗng: 7.500 kg (16.535 lb)
- Trọng lượng có tải: 4.763 kg (10.500 lb)
- Động cơ: 3 × Maybach HS (Mb.IV) , 179 kW (240 hp) mỗi chiếc